# Masaharu Taguchi
Pour les articles homonymes, voir Taguchi.
Masaharu Taguchi (田口正治, Taguchi Masaharu), né le 6 janvier 1916 à Kyoto et mort le 29 juin 1982, est un nageur japonais.

## Carrière
Aux Jeux olympiques d'été de 1936 à Berlin, Masaharu Taguchi est sacré champion olympique sur le relais 4 × 200 mètres nage libre et termine quatrième de la finale du 100 mètres nage libre.